# Васко (Кунео)
Васко је насеље у Италији у округу Кунео, региону Пијемонт.
Према процени из 2011. у насељу је живело 429 становника. Насеље се налази на надморској висини од 565 м.